# Syntormon lucare
Syntormon lucare är en tvåvingeart som beskrevs av Daniel J. Bickel 1999. Syntormon lucare ingår i släktet Syntormon och familjen styltflugor. Inga underarter finns listade i Catalogue of Life.